# Piteglio
Piteglio ist eine Fraktion der italienischen Gemeinde San Marcello Piteglio in der Provinz Pistoia, Region Toskana.

## Geografie
Das Dorf liegt am Fluss Lima auf einer Höhe von 698 m s.l.m. im Toskanisch-Emilianischen Apennin, in Luftlinie etwa 15 km nordnordwestlich der Provinzhauptstadt Pistoia.

## Geschichte

Das ehemalige Gemeindewappen

Piteglio war bis 2016 eine eigenständige Gemeinde und schloss sich zum 1. Januar 2017 mit San Marcello Pistoiese zur neuen Gemeinde San Marcello Piteglio zusammen. Die Nachbargemeinden der ehemaligen Gemeinde Piteglio waren Bagni di Lucca (Provinz Lucca), Cutigliano, Marliana, Pescia, Pistoia und San Marcello Pistoiese.

## Sehenswürdigkeiten
- Santa Maria Assunta, Kirche aus dem 13. Jahrhundert[1]
- Santissima Annunziata, auch Pieve Vecchia genannt, 11. Jahrhundert[1]

## Bevölkerungsentwicklung
Die ehemalige Gemeinde Piteglio hatte am 31. Dezember 2016 1664 Einwohner auf einer Fläche von 49,34 km².